# 翻訳ソフト
翻訳ソフト（ほんやくソフト）とは、機械翻訳ソフトウェアである。

## 翻訳ソフトと機械翻訳
機械翻訳を行うコンピュータソフトウェアが翻訳ソフトである。「機械翻訳」という語には、全てを自動で行う、ないしそれを指向するような意図があることから、現実的には使い物になる訳文を得るにはプロによる監修が必須であり相互に補完する、といった使用法のことなどもあり、積極的に「翻訳ソフト」と言い換えることを勧める人もいる。

## 翻訳ソフトの種類
無料から数万円程度の一般消費者向けの製品と、数万円から数十万円までの業務用製品に大別できる。前者は自動翻訳を主眼に置き、「ボタン一つで翻訳」といった手軽さを志向している。これに対して、後者は専門辞書や辞書の管理機能などが充実しており、翻訳支援に使う。翻訳メモリとの連携が可能な製品もある。対話的翻訳が可能な対訳エディタは、最近は安価な製品にも搭載されるようになったが、上位製品では必須である。医学用、特許用など特定の言い回しを含む分野に特化した翻訳ソフトもある。

## 翻訳ソフトの使い方
業務用翻訳ソフトは、「それを使えば誰でもプロ並みの翻訳ができる」といったものではない。業務用翻訳ソフトは専門知識と技能を備えた翻訳者によってその真価を発揮できる場合がある。英日の翻訳をしたい場合に、日英を活用して行き来することがある。また英日以外の言語に翻訳する場合に、英語との変換、日本語との変換の両方を見ながら、訳文などを選択することもある。特許の場合には、権利関係を一文に表現する必要があるため、複雑な複文で構成しているため、翻訳後の文章を複数の短文にすることがある。そのため、そのままでは出願文書と利用できないこともある。

## 翻訳ソフトの特性
翻訳ソフトは、手紙のように非定型的な文章や、ニュースなど新語や固有名詞が多く、多様な話題である文章は苦手である。専門的な内容であっても、定型的で不特定多数を対象として分かりやすく書かれた文章、つまりマニュアルなどの文章では効果が高い。適切な専門用語辞書さえあれば、専門性が高ければ高いほどその有用性は高まる。

## アドオン機能
他のソフトウェアに組み込むことにより、翻訳ソフトを利用していることを意識せずに、翻訳を利用することができるようにしているものがある。

## オンライン翻訳
オンライン上で無料で翻訳するサービスがある。これらは、ホスト側に翻訳ソフトがあり、変換している。

## 代表的な翻訳ソフト
- J北京（中国語翻訳） - 高電社
- j・Seoul（韓国語翻訳） - 高電社
- コリャ英和！ - ロゴヴィスタ
- ATLAS - 富士通ミドルウェア

ウェブサービスについては翻訳サイトを参照。